# Robert Mintkiewicz
Robert Mintkiewicz (Douchy-las-Minas, Norte, Norte –  de Calais, 14 de octubre de 1947) fue un ciclista francés, que fue profesional entre 1969 y 1979.
En su palmarés destaca la victoria en la clasificación de las metas volantes del Tour de Francia de 1976.

## Palmarés
1969
- 1.º en el Gran Premio de Lillers

1972
- Vencedor de una etapa en los Cuatro días de Dunkerque

1973
- 1.º en los Boucles de la Seine
- 1.º en la Estrella de Bessèges
- Vencedor de una etapa del Tour norteño

1974
- 1.º en el Tour del Oise y vencedor de una etapa

1975
- Vencedor de una etapa al Circuito de la Sarthe

1976
- Clasificación de esprints intermedios del Tour de Francia

1977
- 1.º en el Gran Premio de Denain

### Resultados al Tour de Francia
- 1972. 87.º de la clasificación general
- 1973. 80.º de la clasificación general
- 1974. 87.º de la clasificación general
- 1975. 53.º de la clasificación general
- 1976. 49.º de la clasificación general. 1r de la Clasificación de los esprints intermedios
- 1977. Fuera de control (15.ª etapa)
- 1979. Abandona (3.ª etapa)